# Homeomastax richteri
Homeomastax richteri är en insektsart som först beskrevs av Marius Descamps 1971.  Homeomastax richteri ingår i släktet Homeomastax och familjen Eumastacidae. Inga underarter finns listade i Catalogue of Life.